# Pseudocoremia christiani
Pseudocoremia christiani là một loài bướm đêm trong họ Geometridae.